# بروس آردن
بروس وسلی آردن (به انگلیسی: Bruce Arden) ( ۲۹ مهٔ ۱۹۲۷ – ۸ دسامبر ۲۰۲۱  ) دانشمند رایانه آمریکایی بود.
آردن در طول جنگ جهانی دوم (۱۹۴۴-۱۹۴۶) به عنوان تکنسین رادار کلاس سوم در کالیفرنیا، شیکاگو، و کودیاک، آلاسکا، در نیروی دریایی ایالات متحده ثبت نام کرد.
او در سال ۱۹۴۹ با مدرک کارشناسی (مهندسی برق) از دانشگاه پردو فارغ‌التحصیل شد و حرفه محاسباتی خود را در سال ۱۹۵۰ با سیم‌کشی و برنامه‌نویسی رایانه/ماشین حساب برنامه‌ریزی شده کارتی رایانه ترکیبی (مکانیکی و الکترونیکی) آی‌بی‌ام‌ در بخش آلیسون جنرال موتورز آغاز کرد. سپس مدت کوتاهی را به عنوان یک برنامه‌نویس برای محاسباتی که در آزمایشگاه ویلو ران در دانشگاه میشیگان با استفاده از استانداردهای شرقی خودکار رایانه انجام می‌شد، گذراند.
او سپس به عنوان معاون پژوهشی آزمایشگاه تحقیقات آماری دانشگاه میشیگان و معاونت تحقیقاتی مرکز محاسبات دانشگاه معاونت تحقیقاتی بعد از تأسیس آن در سال ۱۹۵۹ شد.
علاقه روزافزون آردن به علوم رایانه و مهندسی او را برانگیخت تا دوره دکتری خود را در رشته مهندسی برق در سال ۱۹۶۵ تکمیل کند. او متعاقباً استاد و در نهایت رئیس بخش علوم رایانه و ارتباطات در میشیگان شد. در سال ۱۹۷۳ سمت استادی را در دانشگاه پرینستون پذیرفت و ریاست بخش مهندسی برق و علوم رایانه را بر عهده گرفت. در سال ۱۹۸۶ که در آن زمان استاد مهندسی الکساندر دوتی پرینستون بود، به عنوان رئیس دانشکده مهندسی و علوم کاربردی به دانشگاه راچستر رفت. سه سال قبل از بازنشستگی با عنوان دانشگاهی خود (ویلیام می استاد مهندسی) در سال ۱۹۹۵ و همچنین به عنوان معاون دانشگاه راچستر در بخش  مخابرات و محاسبات در آنجا خدمت کرد.
آردن در طول دوران تحصیلی خود دو کتاب در مورد محاسبات عددی نوشت و کتاب دیگری را در زمینه علوم رایانه و تحقیقات مهندسی ویرایش کرد. او مقالات زیادی در زمینه‌های کامپایلر، سیستم عامل، منطق رایانه و شبکه نوشت. علاوه بر این، او سرپرستی بسیاری از دانشجویان اعم از کارشناسی و کارشناسی ارشد را در مطالعات آنها در زمینه‌های مختلف محاسبات برعهده داشت و به عنوان مشاور در سازمان‌های دولتی و چندین شرکت بزرگ رایانه‌‌یی در مقاطع مختلف در آن سال‌ها خدمت کرد.
او در سال ۱۹۹۵ بازنشسته شد و باقی عمر خود را در میشیگان و مین زندگی کرد.

## لینک های خارجی
- "بروس آردن به نام ویلیام اف می پروفسور مهندسی" ، تام ریکی، دانشگاه روچستر، 23 نوامبر 1992.
- ویدئو (46 دقیقه)، مجموعه بروس دبلیو آردن (AFC/2001/001/97393)، پروژه تاریخ کهنه سربازان، مرکز فولکلایف آمریکا، کتابخانه کنگره.
- "به یاد بروس آردن: عضو هیئت علمی دانشگاه UM و رئیس قبلی بخش علوم کامپیوتر و ارتباطات" ، بخش اخبار ، 10 ژانویه 2022، علوم و مهندسی کامپیوتر، دانشگاه میشیگان.
- "بروس آردن، رئیس سابق مهندسی، در 94 سالگی درگذشت" ، Newscenter ، 10 ژانویه 2022، دانشگاه روچستر.